# ميشلان
ميشلان، والمعروفة رسميًا باسم (الشركة العامة لمؤسسات ميشلان P.L.S)، هي شركة فرنسية متعددة الجنسيات لتصنيع الإطارات، يقع مقرها في كليرمون فيران في منطقة أوفيرني-رون-ألب في فرنسا. وهي ثاني أكبر شركة مصنعة للإطارات في العالم بعد بريدجستون وأكبر من جوديير وكونتيننتال. تمتلك الشركة بالإضافة إلى علامة ميشلان التجارية شركة إطارات كليبر، وشركة يونيرويال-غودريتش للإطارات، وساسكار، وبوك آ تيبل، وكامسو. تشتهر ميشلان أيضًا بأدلة السفر باللونين الأحمر والأخضر، وخرائط الطريق الخاصة بها، ونجوم ميشلان التي يمنحها الدليل الأحمر للمطاعم لتميزها في الطهي، بالإضافة إلى ذلك، تشتهر الشركة بتميمتها الشهيرة (بيبيندوم) المعروفة بالعامية باسم رجل ميشلان، وهو عبارة عن إنسان مصنوع من الإطارات.
تشمل اختراعات ميشلان العديدة الإطار القابل للإزالة، والإطار الهوائي (إطار للمترو ذو الإطارات المطاطية) والإطار الشعاعي. تصنع ميشلان أيضا إطارات المكوكات الفضائية والطائرات والسيارات والمعدات الثقيلة والدراجات النارية والدراجات الهوائية. وفي عام 2012، أنتجت المجموعة 166 مليون إطارًا في 69 منشأة منتشرة في 18 دولة.
يرجع تأسيس الشركة إلى أواخر القرن التاسع عشر على يدي الأخوين أندريه وإدوارد ميشلان. سنة 1946 قامت الشركة بتسجيل براءة اختراع إطار الراديال الذي قامت سنة 1949 بتسويقه تحت اسم «ميشلان x». سنة 1990 قامت بشراء منافستها الأمريكية يونيروايال غودريتش. سنة 1996 قامت باختراع إطار يمكن مواصلة السير به حتى في حالة حصول عطب. كانت بين 1935 و1974 تملك مساهمة هامة في شركة سيتروين، قبل أن تبيع حصتها لشركة بيجو. تملك الشركة سلسلة يوروماستر لبيع وتصليح الإطارات المطاطية. تصدر الشركة دليل ميشلان للمطاعم، وتعد ميشلان من مكونات مؤشر الكاك 40.

## التاريخ

### الأصل

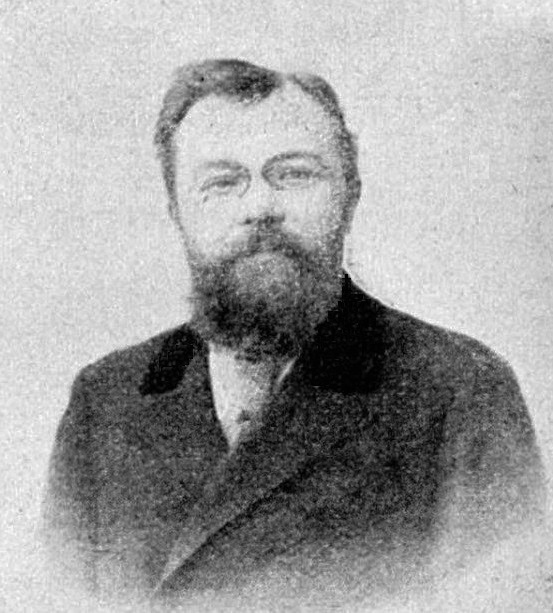
أندريه ميشلان عام 1898.

استحوذ أندريه وشقيقه إدوار ميشلان على شركة عائلة باربييه-دوبريه في عام 1886. كان المصتع على وشك الإفلاس. في 28 مايو 1889، أصبح اسم الشركة ميشلان وشركاؤه. كان المصنع في كليرمون فيران، يمتد على مساحة 12 هكتارًا من الأرض ويعمل فيه 52 شخصًا في ذلك الوقت. منذ ذلك الحين، أصبح المكتب الرئيسي للشركة في نفس الموقع.
في عام 1889، ظهر راكب دراجة يحتاج إطاره الهوائي الذي طوره جون بويد دنلوب، إلى إصلاح في المصنع. تم لصق الإطار على الحافة، واستغرق إزالة وإصلاح الإطار أكثر من ثلاث ساعات، والتي كانت بحاجة إلى تركها بين عشية وضحاها لتجف. في اليوم التالي، أخذ إدوارد ميشلان الدراجة التي تم إصلاحها إلى ساحة المصنع للاختبار. وبعد بضع مئات من الأمتار فقط، تعطل الإطار. وعلى الرغم من هذا الفشل، كان إدوارد متحمساً للإطار الهوائي، وعمل هو وشقيقه على إنشاء نسختهما الخاصة، التي لم تكن بحاجة إلى لصقها على الحافة. تأسست ميشلان في 28 مايو 1889. في عام 1891 حصلت ميشلان على أول براءة اختراع للإطارات الهوائية القابلة للإزالة التي استخدمها تشارلز تيرون للفوز بأول سباق لدورة المسافات الطويلة في العالم، باريس-بريست-باريس عام 1891.

### نشر أول دليل ميشلان

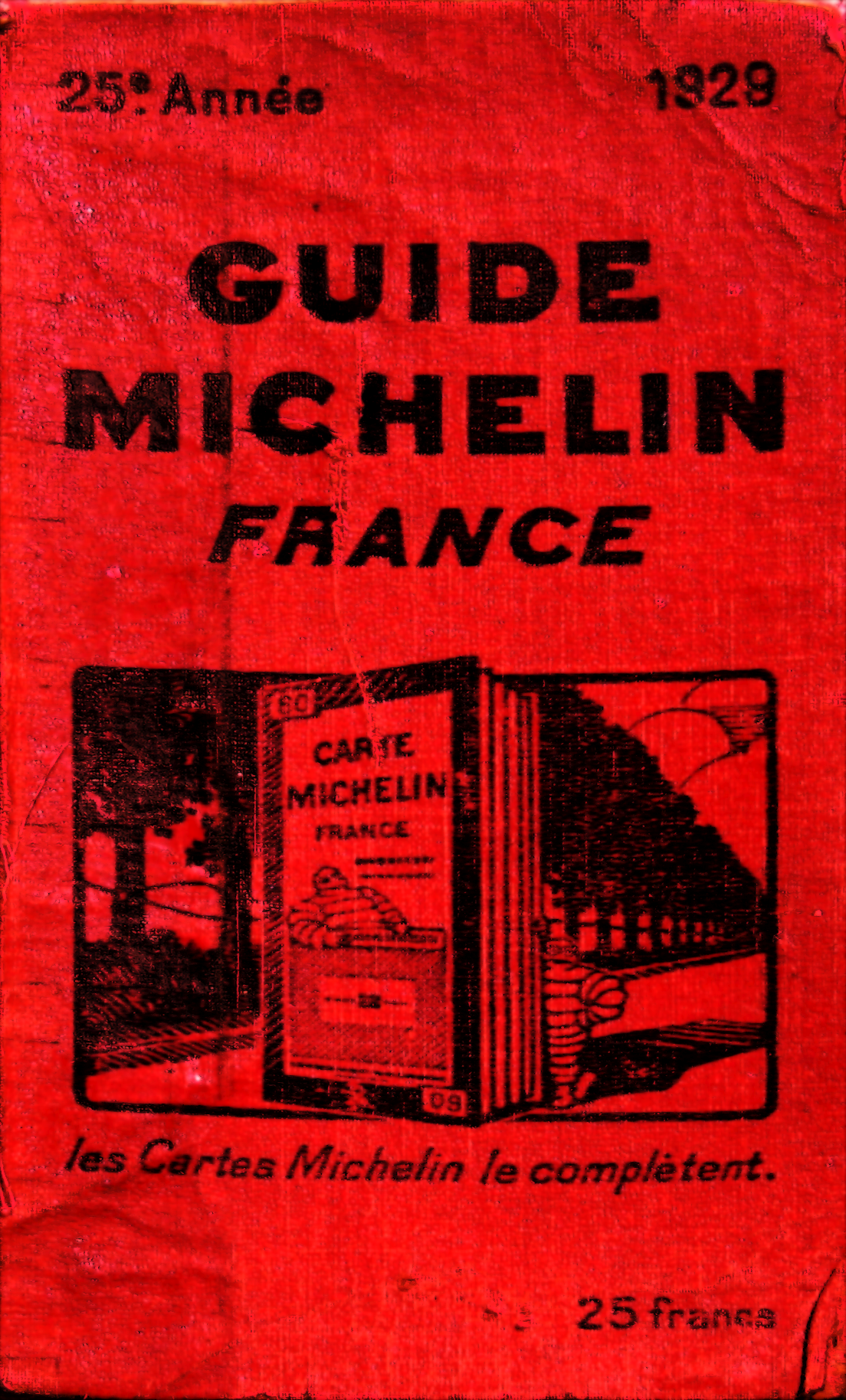
غلاف نسخة 1929.

كان أحد أهداف الأخوين من «دليل ميشلان» تعزيز مبيعات عجلات ميشلان التي أطلقاها من خلال مصنعهما عام 1889 في مدينة كليرمون-فيرّان بفرنسا.
وحرص الأخوان منذ الإصدار الأول على تشجيع السائقين، الذين استهدفهم الدليل في سنواته الأولى، على المشاركة بالرأي من خلال الإجابة على أسئلة معينة، وكتبا: لا يمكننا القيام بشيء دون مساعدة السائقين، وبوسعنا القيام بكل شيء معهم.
ومنذ أول إصدار منه، في أغسطس عام 1900، وزّع دليل ميشلان مجاناً 35 ألف نسخة على ورش السيارات ومحال بيع وإصلاح العجلات، إلا أن الأخوان قررا وضع سعر للدليل بدءاً من عام 1920 بعد أن لاحظ أندريه ميشلان أن الأدلة، ولكونها مجانية، باتت تستخدم لإسناد طاولات العمل لدى موزعي العجلات، فقرر أن «الإنسان لا يحترم بالفعل إلا ما دفع ثمنه».
ظهرت أول نسخة من الدليل خارج فرنسا عام 1904 في بلجيكا، فيما ظهرت أول نسخة إنجليزية في 15 يوليو/تموز 1908، وفي عام 1911 أصدر دليل ميشلان ستة أدلة غطت الجزر البريطانية وفرنسا وألمانيا بلغاتها، ومنطقتي الألب والران باللغة الجرمانية، وإسبانيا والبرتغال باللغة الإسبانية، وبلاد الشمس (جنوب إيطاليا وصقلية، كورسيكا والريفييرا الفرنسية، والجزائر، وتونس، ومصر).
يعد دليل ميشلان اليوم أحد أوسع الأدلة السياحية انتشاراً، كما باتت نجومه التقديرية مصدر تباهٍ بين الطهاة الحاصلين عليها. وكان الإيمان المبكر بمستقبل السيارات قاد الأخوين إدوارد وأندريه ميشلان لإطلاقه عام 1900، ليقدما من خلاله معلومات تعين السائقين على التنقل ومواجهة أعطال المركبات، أما اليوم فيغطي «دليل ميشلان» معلومات واسعة حول المواقع السياحية والطرق والفنادق والمطاعم حول العالم.

### ميشلان خلال الحرب العالمية الأولى
في عام 1916، تم بناء أول مدرج إسمنتي للطيران في كليرمون فيران. الذي مكن طائرات بريجيه-ميشلان المنتجة للحرب في مصانع ميشلان من الإقلاع في جميع الظروف الجوية. أنتجت الشركة 57 طائرة في عام 1915، و141 في عام 1916، و264 في عام 1917، و1422 في عام 1918. وبذلك تكون ميشلان أنتجت ما يقرب من 3000 طائرة لصالح الجيش الفرنسي، بعد أن ساهمت في مسابقات الهبوط لتدريب الطيارين المتميزين. تم تقديم أول 100 نسخة إلى فرنسا وبيعت النسخ التالية بسعر التكلفة.

### ميشلان في سنوات ما بين الحربين
في عام 1921، تم بناء مصنع كاتارو. في عام 1925، قررت ميشلان إنشاء مزرعتين للمطاط في فيتنام. استغل ميشلان النظام الاستعماري الفرنسي لإثراء نفسه على حساب الطبقة العاملة المحلية. وظفت ميشلان 10000 شخص في مصنع كليرمون فيران حتي عام 1927. في عام 1928، استدعى إدوارد ميشلان نجله الأكبر إتيان، الذي توفي في حادث تحطم طائرة عام 1932، إلى العمل معه الإدارة.
شهد عام 1929 تطوير عربة سكة حديد خفيفة تم تجهيز عجلاتها بإطارات خاصة اخترعها أندريه ميشلان. أستمرت عربة السكك الحديدية هذه في الخدمة في فرنسا في عدة مدن حتى عام 1952 وكانت موجودة أيضًا في المستعمرات الفرنسية في إفريقيا. في عام 1930، كانت أكبر المزارع المملوكة لشركة ميشلان موقعًا لانتفاضة عمالية بقيادة القلي تران تو بينه والتي أطلق عليها المؤرخون اسم ثورة فو رينغ. وأدى ذلك إلى أن تحقق فرنسا في معاملة ميشلان للعمال في مزارع المطاط.
في عام 1933، تم تعيين بيير ميشلان كمدير مشارك. في عام 1934، قدمت ميشلان إطارًا يعمل، إذا تم ثقبه، على بطانة رغوة خاصة، وهو تصميم يعرف الآن باسم إطار مسطح (نوع الدعم الذاتي).
في عام 1935، اشترت ميشلان شركة سيتروين وأنقذتها من الإفلاس. ثم تم تعيين بيير ميشلان الرئيس التنفيذي. خلال عام 1936، تعرضت الشركة لثلاث إضرابات عمالية. حصل العمال على زيادة تقارب 25٪ في الأجور في يونيو 1936. في عام 1937، توفي بيير ميشلان في حادث سيارة. في العام التالي، استدعى إدوارد ميشلان صهره روبرت بويزيو وبيير جول بولانجر إلى جانبه كمديرين مشاركين. في عام 1940، بعد وفاة إدوارد ميشلان، أصبح روبرت بويزيو مديرًا.

### ميشلان خلال الحرب العالمية الثانية
خلال الحرب العالمية الثانية، تم توزيع دليل ميشلان على قوات الحلفاء. في عام 1944، خشيت هيئة الأركان العامة للحلفاء من أن يتباطأ تقدم القوات بعد عمليات إنزال النورماندي على الطرق وخاصة في المدن الفرنسية، لأن جميع اللافتات قد دمرت أو فككت من قبل قوات الإحتلال الألماني. خلال إتفاق سري لإدارة ميشلان في باريس مع هيئة الأركان العامة للحلفاء قررت الهيئة أن يطبع الدليل في واشنطن وتوزع على جميع الضباط نسخة طبق الأصل من الإصدار الأخير من الدليل، وهو إصدار عام 1939، الذي يضم المئات من مخططات المدن المفصلة والمحدثة.

### التوسع الدولي والعصر الذهبي لميشلان
في عام 1946، قدمت ميشلان براءة اختراع للإطار الشعاعي، الذي تم تسويقه في عام 1949 تحت اسم ميشلان إكس، والذي أحدث ثورة في السوق. أدي النجاح التجاري للإطار الشعاعي إلى توسع قوي في المجموعة ووضع ميشلان في المراتب العالمية بعد ثلاثة عقود من الاستثمارات والمصانع القوية في جميع القارات في عام 1979.
شهد عام 1951 تأسيس الشركة العامة للمؤسسات لتصنيع الإطارات ميشلان، والتي كان روبرت بويزيو مديرًا لها. في هذا العام أيضًا، تم إنشاء أول مصنع فرنسي تم بناؤه خارج أوفيرن في أورليان. في عام 1955، تولى فرانسوا ميشلان، حفيد إدوارد ميشلان، منصب المدير، بعد أن عمل لمدة عامين في الإنتاج، لتعلم التجارة، ثم في خدمات المبيعات. عمل فرانسوا على تسريع نمو مبيعات للإطار الشعاعي، من خلال الاستثمار بكثافة، وإفتتاح حوالي ثلاثين مصنعًا حول العالم خلال الستينيات والسبعينيات من القرن الماضي، من خلال إنتاج خمسة أحجام الإطارات التي تنتجها الشركة.
تم افتتاح أول مصنع لإنتاج إطارات ميشلان إكس في أمريكا الشمالية في عام 1971 في بريدج واتر، نوفا سكوشا، كندا، وافتتح أول مصنع لإنتاج إطارات ميشلان إكس في الولايات المتحدة في عام 1975 في غرينفيل، كارولاينا الجنوبية. في عام 1975، مع سقوط سايغون والرحيل السريع للجنود الأمريكيين، تخلت ميشلان عن مزارعها في فيتنام. في نفس العام، تم إنشاء إطار TRX32.

### ميشلان رقم 1 في العالم للإطارات
في عام 1978، انضمت الشركة إلى فريق فيراري، وفازت بأول سباق فورمولا 1 في البرازيل. في عام 1979، العام الذي أصبحت فيه ميشلان رقم 1 عالميًا في الإطارات، ارتبطت شاركت ميشلان في الفوز بلقبين عالميين لفيراري في الفورمولا 1. في عام 1981، استحوذت ميشلان علي مصانع إطارات كليبر. في عام 1989، اشترت ميشلان مجموعة يونيرويال من أجل زيادة وجودها في الولايات المتحدة.
في عام 1992، قدمت الشركة أول إطار مصمم لتقليل استهلاك الوقود. في عام 1996، ابتكرت ميشلان نظام باكس، وهو إطار ذاتي الإصلاح يسمح لك بالقيادة، حتى في حالة حدوث ثقب.

### ميشلان في الألفية الجديدة
ترك فرانسوا ميشلان منصبه كمدير عام 1999. خلفه ابنه إدوارد، البالغ من العمر 36 عامًا والمدير المساعد منذ 1991، وأعلن إلغاء 1880 وظيفة في فرنسا. في سبتمبر 1999، أعلنت الشركة عن أرباح نصف سنوية أعلى وخطة إعادة هيكلة أدت إلى خفض 7500 وظيفة مما فتح جدلاً في فرنسا حول الفصل الجماعي للعمالة الفرنسية.
في عام 2001، تم إنشاء موقع فيا ميشلان علي الأنترنت بعد نجاح الخدمة الجديدة مينيتل ميشلان 3615، ثم ظهور موقع علي الإنترنت لأول مرة باسم michelin-travel.com. وفقًا للموقع، يستشير أكثر من 20 مليون مستخدم للإنترنت هذه الخدمة كل عام. في عام 2004، قدمت الشركة الإطار تويل، وهو مفهوم ثوري للعجلة الخالية من الهواء والمقاومة للثقوبب. هذه العجلة مخصصة لمعدات المركبات الصناعية والعسكرية.
في عام 2005، انضمت مشيلان إلى رينو، بطل الفورمولا 1 وقتها، لكنها أعلنت انسحابها من هذه المسابقة في نهاية موسم 2006، بسبب خلافات مع الاتحاد الدولي للسيارات. كانت ميشلان تفكر في إمكانية العودة إلى المنافسة في عام 2014، لكن ذلك لم يحدث. في 26 مايو 2006، توفي إدوارد ميشلان في حادث قارب. ترأس الشركة بعدها ميشيل رولييه، المدير المالي ثم المدير للشركة وابن عم شقيق إدوارد ميشلان. في 26 يناير 2007، تم توقيع عقد بقيمة 1.7 مليار دولار بين ميشلان والبنتاغون. وصل بعدا سعر سهم ميشلان إلى أعلى مستوى له على الإطلاق عند 102.54 يورو.
في عام 2010، قررت ميشلان تنفيذ برنامج استثماري لإنشاء 4 مصانع جديدة، من 2012 إلى 2014، في الصين والبرازيل والهند والولايات المتحدة. في 2012-2013، تم بناء أول مصنع ميشلان في الهند، في منطقة بين تشيناي وبونديشيري. في عام 2012، تولى جان دومينيك سينارد رئاسة الشركة.
في يونيو 2014، استحوذت ميشلان على شركة ساكار البرازيلية المتخصصة في الخدمات الرقمية لإدارة أساطيل مركبات البضائع الثقيلة ولديها 870 موظفًا، مقابل 520 مليون يورو، منها 80 مليون عن طريق الإقتراض البنكي. في عام 2014، استحوذت ميشلان على 100٪ من الأسهم في تايردانغ ساس، صاحبة موقع بيع الإطارات عبر الإنترنت www.popgom.fr، والتي تعمل أيضًا في 14 دولة أوروبية أخرى. في نفس العام في أكتوبر، استحوذت ميشلان على 100٪ من شركة ReviserSaVoiture.com الناشئة.
في 6 مايو 2015، أعلنت ميشلان عن استحواذها على موقع Blackcircles.com مقابل 68 مليون يورو، وهو متجر الإطارات رقم 1 عبر الإنترنت. في نوفمبر 2015، أعلنت ميشلان إغلاق ثلاثة مصانع تقع في فوسانو بإيطاليا، وأورنينبورغ في ألمانيا وباليمينا في المملكة المتحدة، مما أدى إلى إلغاء 1500 وظيفة.
في ديسمبر 2016، استحوذت ميشلان على موقع ريستورانتس الإسباني مقابل مبلغ لم يكشف عنه. في أكتوبر 2017، أعلنت ميشلان عن استحواذها على شركة ليهاي تكنولوجيز الأمريكية المتخصصة في المطاط المعاد تدويره عن طريق الرش. في مارس 2018، أعلنت ميشلان عن استحواذها على فينر، وهي شركة بريطانية متخصصة في مكونات البوليمر، مقابل 1.7 مليار دولار. في يوليو 2018، أعلنت ميشلان عن استحواذها على شركة كامسو، وهي شركة متخصصة في إطارات الطرق الوعرة للاستخدام الزراعي أو البناء، مقابل 1.45 مليار دولار نقدًا.
في 8 مارس 2019، أعلنت ميشلان عن استحواذها على 88٪ من شركة مولتيسترادا، شركة الإطارات الرئيسية في إندونيسيا. بتكلفة 427 مليون يورو للحصول على طاقة إنتاجية تزيد عن 180 ألف طن. في مايو 2019، أعلنت ميشلان عن استحواذها على ماسترنوت، مقابل مبلغ لم يكشف عنه. غملت ميشلان علي تطوير إطار جديد بدون هواء بالشراكة مع جنرال موتورز. يُطلق عليه أبتس، وقد تم تقديمه في يونيو 2019. في يناير 2021، أعلنت ميشلان إلغاء ما يصل إلى 2300 وظيفة في فرنسا، أو أكثر من 10٪ من قوتها العاملة في البلاد.

## بيبندوم

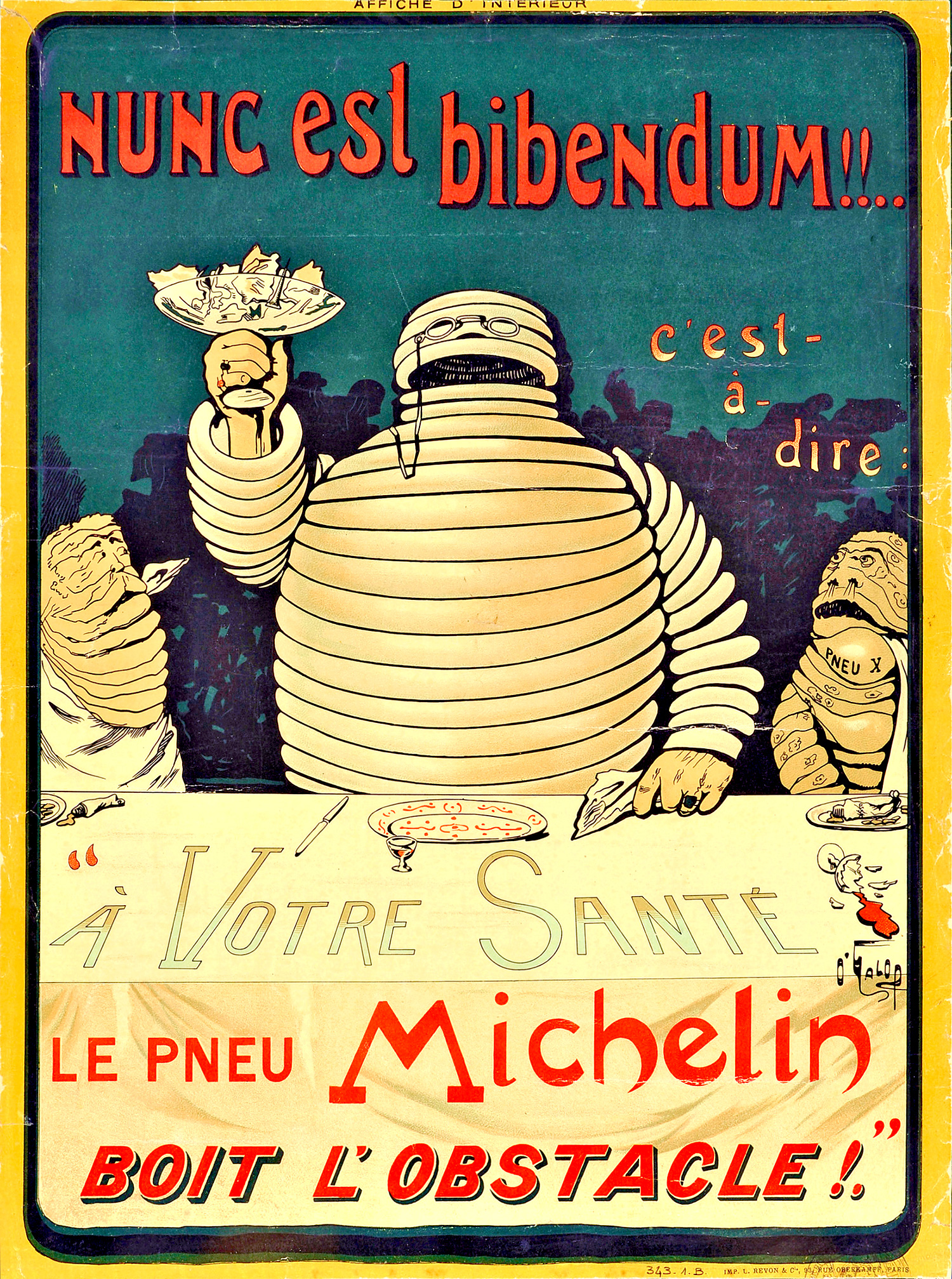
أول مطبوعة حملت صورة بيبندوم

ويعد بيبندوم، الذي يُعرف أيضاً بلقب «رَجل ميشلان» واسم التدليل «بيب»، واحداً من أقدم الرموز التجارية، وتصاحبه الجملة اللاتينية التي تمثّل الشعار النصي للرمز وترجمتها: «الآن حان وقت الشراب» وهي جملة مأخوذة من إحدى قصائد هوراس، والجملة ذاتها هي مصدر اسم «بيبندوم».
بدأت فكرة شعار الرجل المطاطي حين لاحظ الأخوان ميشلان، عام 1894، كومة من الإطارات المتراصة فوق بعضها مما جعل إدوارد يتخيلها رجلاً بلا أذرع، وبعد أربع سنوات التقى أخوه أندريه رسام الكارتون الفرنسي ماريوس روسيلو الشهير بـ«أوغالوب»، الذي عرض عليه رسماً لرجل يرفع قدحاً من البيرة فيما تقتبس اللوحة العبارة «الآن وقت الشراب»، وعلى الفور، اقترح أندريه على أوغالوب أن يُستبدل الرجل بآخر مطاطي يتخذ جسده شكل الإطارات الهوائية.
وفي العام 1898، وُلد بيبندوم ولكن دون أن يتخذ هذا الاسم من خلال سلسلة مطبوعات دعائية حملت رسمته يعلوها الشعار النصي، وربما ربط المستهلكون الذين أُعجبوا بالرمز الرسومي بينه وبين الكلمة الأخيرة من الشعار النصي: بيبندوم.
ومنذ أوائل القرن العشرين، أخذت صورة وألوان «بيبندوم» تتغير دون التخلي عن الفكرة العامة المتمثلة بالرجل الممتلئ ذي القوام المطاطي من العجلات، وهكذا تخلى بيبندوم عن نظارته وسيجاره، وتحول قوامه المترهل إلى مفتول، وجرى تثبيت لونه الأبيض وابتسامته الطفولية.
واليوم، يظهر بيبندوم فيما يزيد على 150 دولة تصلها إطارات ميشلان، كما بات شعار الرجل المطاطي رمزاً لمنتج شهير آخر من ميشلان هو دليل ميشلان، حيث يرتدي بيبندوم قبعة الطهاة ويحمل حقيبة السفر مانحاً نجوم التقدير للمطاعم والفنادق.

## وصلات خارجية
- الموقع الرسمي
- ميشلان على موقع الموسوعة البريطانية (الإنجليزية)